# Dirk Lorenzen
Dirk H. Lorenzen (* 1968) ist ein deutscher Physiker und Wissenschaftsjournalist mit den Spezialgebieten Astronomie und Raumfahrt und ein bekannter Hörfunkjournalist und Publizist.

## Werdegang
Dirk Lorenzen ist Redaktionsmitglied von „Forschung aktuell“ im Deutschlandfunk und weiteren Radioprogrammen der ARD. So ist er beispielsweise seit 2009 ein Autor der Hörfunk-Kurzsendung „Sternzeit“ im Deutschlandfunk, mit der die wöchentliche Sendung „Computer und Kommunikation“ im Deutschlandfunk endet. Lorenzen schreibt aber auch Beiträge für Wissenschaft im Brennpunkt oder auch für das politische Tagesmagazin Hintergrund. Oder anlässlich sich jährender astronomischer Ereignisse für die Sendung „Kalenderblatt“ im Deutschlandfunk, die teilweise übereinstimmend mit SR2, „Zeitzeichen“ und dem WDR/NDR gesendet wird. Daneben publiziert Dirk Lorenzen regelmäßig populärwissenschaftliche Sachbücher zur Astronomie im Franckh-Kosmos Verlag, kurz KOSMOS. Lorenzen lebt in Hamburg.

## Werke (Auswahl)
- Hubble & Webb - Der größte Glanz des Universums, KOSMOS, 2025, ISBN 978-3-440-18266-6.
- Die Pracht des Universums - Kosmische Meisterwerke und die größten Entdeckungen der Astronomie, KOSMOS, 2023, ISBN 978-3440176924.
- Der neue Wettlauf ins All - Die Zukunft der Raumfahrt, KOSMOS, 2021, ISBN 978-3-440-17271-1.
- Hubble - Atemberaubende Bilder aus dem All, KOSMOS, 2019, ISBN 978-3-440-16496-9.

## Auszeichnungen
- 2008: Medienpreis Luft- und Raumfahrt / Ludwig-Bölkow-Journalistenpreis der EADS und der Deutschen Journalistenschule für „Weltraumlabor Columbus: Happy End nach zwei Jahrzehnten“ gesendet im „Radiofeuilleton“ von Deutschlandradio Kultur[2][3]
- 2024: Bruno-H.-Bürgel-Preis der Astronomischen Gesellschaft